# 이성제
이성제(1968년 3월 29일)는 대한민국의 전 축구 선수이자 축구 지도자이다.

## 선수 시절
현역 시절 상지대학교를 졸업한 후 1993년 실업축구 한국철도에서 선수 생활을 했지만 1시즌만 뛰다가 현역에서 물러났다.

## 지도자 경력
1997년 케냐에서 지도자 생활을 시작해 2003년부터 10년간 아프가니스탄 청소년 대표팀(U-17, U-19, U-23)을 지도했으며 이 기간 동안 이성제 감독의 손을 거쳐간 아프가니스탄의 선수들은 2013년 SAFF 챔피언십에서 아프가니스탄 축구 연맹 설립 80년만의 국제 대회 사상 첫 우승이라는 새 역사를 만들어냈다.
그리고 2014년부터 2016년까지 남수단 축구 국가대표팀의 감독을 맡으면서 아프리카팀을 최초로 지휘한 아시아 출신 감독이 되었고 특히 2015년 9월 6일 열린 2017년 아프리카 네이션스컵 예선 C조 2차전 홈 경기에서 2015년 아프리카 네이션스컵 4위팀인 적도 기니를 1-0으로 꺾는 대이변을 일으키며 2012년 남수단의 아프리카 축구 연맹 및 FIFA 가입 후 3년만의 국제 경기 첫 승이자 국제 대회 첫 승을 안겼다.
그 후 2016년부터 2019년까지 부탄 여자 축구 국가대표팀의 감독을 맡아 2019년 7월 26일 스리랑카와의 친선 경기에서 1-0으로 승리하며 부탄 여자 대표팀에 8년 7개월만의 국제 경기 사상 첫 승을 선물했다.